# Margueritta sylviae
Margueritta sylviae är en kräftdjursart som beskrevs av Bruce1993. Margueritta sylviae ingår i släktet Margueritta och familjen klotkräftor. Inga underarter finns listade i Catalogue of Life.